# Camille Saviola

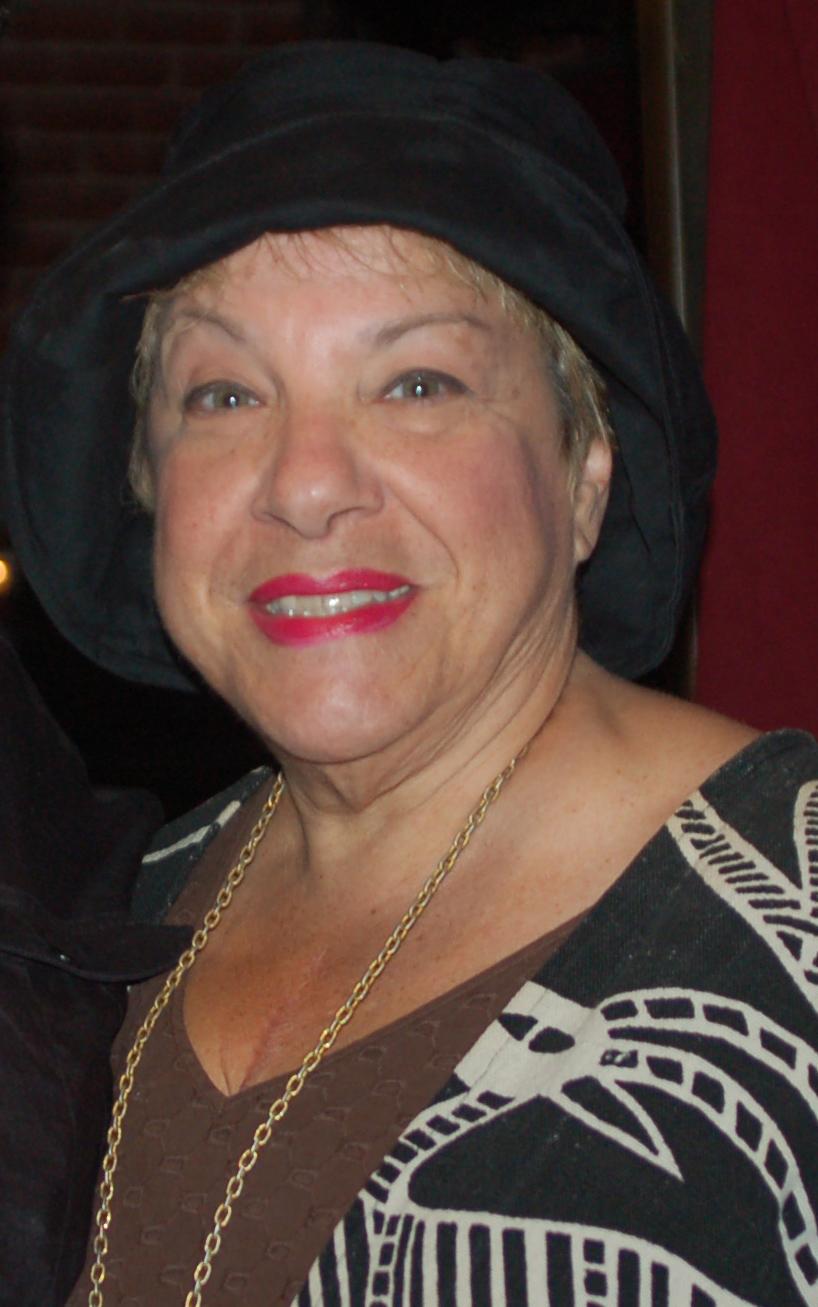
Camille Saviola (2010)

Camille Saviola (* 16. Juli 1950 in New York City, New York; † 28. Oktober 2021 in North Bergen, New Jersey) war eine US-amerikanische Schauspielerin.

## Leben

### Familie und Ausbildung
Saviola wurde im New Yorker Stadtteil Bronx als Tochter von Mary Saviola (geborene d’Esopo) und Michael Saviola geboren. Ihre Eltern waren italienische Einwanderer. Sie wuchs in der Nähe des Yankee Stadiums auf. Sie absolvierte die High School of Music and Art in New York. Anschließend ging sie aufs College, das sie jedoch nach einem Jahr abbrach, um sich ganz der Schauspielerei als Beruf zu widmen. In den 1970er-Jahren war Saviola Front-Sängerin einer Rockband, der Margo Lewis Explosion Rock Band.

### Theater
Saviola begann ihre schauspielerische Karriere zunächst als Theaterschauspielerin. Ab Anfang der 1980er-Jahre war sie insbesondere als Musicaldarstellerin an verschiedenen Bühnen in New York und Kanada tätig. Zu ihren Musicalrollen gehörten u. a. Mama Maddalina in Nine (46th Street Theatre, New York City, 1983), Diva Rita in The Road to Hollywood (Production Company, New York City, 1984), Bloody Mary in South Pacific (New York State Theatre, New York City, 1987) und Emma Goldman in Ragtime (Ford Centre for the Performing Arts, New York City, 1998). Die Rolle der Emma Goldman hatte sie bereits in der Uraufführung des Musicals Ragtime im Ford Centre for the Performing Arts in Toronto im Dezember 1996 interpretiert. Am Broadway in New York trat sie in der Saison 2002/2003  am Ambassador Theatre als Mama Morton in der Wiederaufnahme des Musicals Chicago auf. Ihre Partnerin war Melanie Griffith als Roxie. Im Mai 2006 trat sie am Freud Playhouse in Los Angeles als Leader of the chorus in dem Musical Zorba auf.
Saviola übernahm gelegentlich auch Rollen in klassischen Theaterproduktionen. In der Saison 2002/2003 spielte sie im Mark Taper Forum in Los Angeles an der Seite von Chita Rivera die Rolle der Poncia in Chay Yews Inszenierung von Bernarda Albas Haus. Für ihre Darstellung erhielt sie den „Los Angeles Drama Critics Circle Award“ und wurde 2003 bei den Backstage West Garland Awards in der Kategorie „Beste Nebendarstellerin“ (Best Supporting Actress) ausgezeichnet.

### Film und Fernsehen
Nach einigen Mini-Rollen Anfang der 1980er-Jahre übernahm Saviola seit Mitte der 1980er-Jahre auch zahlreiche Rollen, schwerpunktmäßig prägnante Nebenrollen, im Kino und im Fernsehen. Häufig verkörperte sie Charaktere mit italienischer, lateinamerikanischer oder jüdischer Herkunft. Sie wirkte in mehreren Filmen von Woody Allen mit, so Broadway Danny Rose (1984), The Purple Rose of Cairo (1985, als Olga) und Schatten und Nebel (1991/92, als Vermieterin). Ihre Rolle in Radio Days (1987), eine von etwa 75 Rollen des Films, ist in der Endfassung des Filmschnitts nicht mehr enthalten.
Zu ihren weiteren Kinofilmen gehörten Letzte Ausfahrt Brooklyn (1989; als Ella), Geboren in Queens (1991; als Madame Rosa), Mein Weihnachtswunsch (1991; als Sonya), Die Addams Family in verrückter Tradition (1993; als Concetta), Mr. Wrong – Der Traummann wird zum Alptraum (1996; als Consuela), Lez Be Friends (2007) und Silent But Deadly (2012, als jüdische Nachbarin und Klatschbase Fanny).
1992 hatte sie eine durchgehende Serien-Hauptrolle als Shelley Abromowitz in der US-amerikanischen Fernsehserie The Heights – Rockin’ Friends. Von 1993 bis 1996 verkörperte sie Kai Opaka, die geistige Führerin der Bajoraner in der US-amerikanischen Science-Fiction-Serie Star Trek: Deep Space Nine, wodurch sie größere Bekanntheit beim Fernsehpublikum erlangte.
Sie hatte außerdem Gastauftritte in den US-Fernsehserien bzw. Sitcoms Remington Steele (1985), L.A. Law – Staranwälte, Tricks, Prozesse (1992), Friends (1994), New York Cops – NYPD Blue (1995), JAG – Im Auftrag der Ehre (2000), Für alle Fälle Amy (2002–2005, als Rechtsanwältin Molly Babitz), Emergency Room – Die Notaufnahme (2004) und Without a Trace – Spurlos verschwunden (2008).
Sie erhielt eine CableACE-Award-Nominierung in der Kategorie „Best Supporting Actress in a made-for-cable movie“ für den Fernsehfilm Nightlife (1989). Sie spielte darin, neben Maryam d’Abo, Rosa Mercedes, das Dienstmädchen eines weiblichen Vampirs.
Camille Saviola wurde in den deutschen Synchronfassungen von verschiedenen Schauspielerinnen gesprochen. Zu ihren Synchronsprecherinnen gehörten u. a. Dagmar Biener (The Heights – Rockin’ Friends, Für alle Fälle Amy), Agi Prandhoff (Star Trek: Deep Space Nine)  sowie Eva Maria Bayerwaltes und Inge Solbrig (jeweils Für alle Fälle Amy).
Sie starb Ende Oktober 2021 im Alter von 71 Jahren an Herzversagen.

## Filmografie (Auswahl)
- 1981: Die Hunde des Krieges (The Dogs of War)
- 1984: Broadway Danny Rose (Broadway Danny Rose)
- 1985: The Purple Rose of Cairo (The Purple Rose of Cairo)
- 1985: Remington Steele (Fernsehserie; eine Folge)
- 1989: Letzte Ausfahrt Brooklyn (Last Exit To Brooklyn)
- 1989: Nightlife (Fernsehfilm)
- 1990: Betsy’s Wedding
- 1991: Geboren in Queens (Queens Logic)
- 1991: Mein Weihnachtswunsch (All I Want for Christmas)
- 1991: Schatten und Nebel (Shadows and Fog)
- 1992: The Heights – Rockin’ Friends (The Heights, Fernsehserie)
- 1992: L.A. Law – Staranwälte, Tricks, Prozesse (Fernsehserie; eine Folge)
- 1993: Die Addams Family in verrückter Tradition (Addams Family Values)
- 1993–1996: Star Trek: Deep Space Nine (Fernsehserie)
- 1994: Friends (Sitcom, eine Folge)
- 1995: New York Cops – NYPD Blue (Fernsehserie; eine Folge)
- 1996: Mr. Wrong – Der Traummann wird zum Alptraum (Mr. Wrong)
- 1998: L.A. Doctors (Fernsehserie; eine Folge)
- 2000: JAG – Im Auftrag der Ehre (Fernsehserie; eine Folge)
- 2002–2005: Für alle Fälle Amy (Fernsehserie; insg. drei Folgen)
- 2004: Emergency Room – Die Notaufnahme (Fernsehserie; eine Folge)
- 2007: Lez Be Friends
- 2008: Without a Trace – Spurlos verschwunden (Fernsehserie; eine Folge)
- 2012: Silent But Deadly